# 宮西建礼
宮西 建礼（みやにし けんれい、1989年 -）は、日本のSF作家。大阪府出身。日本SF作家クラブ会員。

## 経歴
- 東大寺学園高等学校、京都大学農学部資源生物科学科卒業。吉田寮元寮生。
- 2013年、京都大学在学中に「銀河風帆走」で第4回創元SF短編賞を受賞[1]。同作は、年刊日本SF傑作選『極光星群』に収録。
- 2025年、『銀河風帆走』で第45回日本SF大賞特別賞を受賞。

## 作品

### 単行本
小説
- 『銀河風帆走』（2024年8月、東京創元社・創元日本ＳＦ叢書）
  - 収録作品:もしもぼくらが生まれていたら / されど星は流れる / 冬にあらがう / 星海に没す / 銀河風帆走

ノンフィクション
- 『京大吉田寮』(2019年12月、草思社) - 平林克己、岡田裕子と共著

### アンソロジー掲載作品
- 「銀河風帆走」 - 『極光星群 年刊日本SF傑作選』(2013年6月、創元SF文庫)
- 「もしもぼくらが生まれていたら」 - 『宙を数える 書き下ろし宇宙SFアンソロジー』(2019年10月、創元SF文庫)
  - 後、『新しい世界を生きるための14のSF』伴名練編（ハヤカワ文庫JA、2022年6月）に再録された。
- 「されど星は流れる」 - 『GENESiS されど星は流れる 創元日本SFアンソロジー3』（2020年8月、東京創元社）

### 雑誌掲載作品
- 「冬にあらがう」 - 『紙魚の手帖』vol.12 AUGUST 2023（2023年8月、東京創元社）